# يومي (قوس)
يومي (باليابانية: 弓) هو المصطلح الياباني للقوس وهو القوس المستخدم عادة في التدرب على فن الرماية اليابانية الكيودو. يعتبر اليومي هو أطول قوس رماية في العالم.